# Ibuki (1943)
Pour les articles homonymes, voir Ibuki.
L’Ibuki fut le dernier croiseur lourd de la Marine impériale japonaise. Il fut réalisé par le chantier naval de Kure et modifié sur celui de Sasebo pour être reconverti en porte-avions léger à partir de 1943.

## Conception
Il a été ordonné dans le programme naval de 1941, en tant que version légèrement modifiée de la classe Tone avec huit canons de 203 mm (8 pouces) en quatre tourelles doubles montées en avant pour assurer un pont d'envol sur l'arrière, avec des catapultes pour plusieurs hydravions de reconnaissance.

## Service

### En tant que croiseur lourd
Sa conception fut remodifiée en rapport à la classe Mogami.

En armement principal il devait recevoir dix canons de 203 mm en trois tourelles doubles sur l'avant et deux tourelles doubles sur l'arrière, et en armement secondaire huit canons de 127 mm (5 pouces) à double-usage, classique et antiaérien. Sa construction fut ralentie après la bataille de Midway, date à laquelle la priorité fut donnée à la construction de porte-avions. Elle fut suspendue un mois avant de recevoir son armement.

### En tant que porte-avions léger
Sa coque fut remorquée au port de Sasebo en novembre 1943 pour être reconverti en porte-avions léger.

Il reçut un armement anti-aérien composé de 2 affuts doubles de canons de 8 cm/60 Type 98 de 80 mm (les mêmes que sur les croiseurs légers de la classe Agano) et de 48 canons antiaériens de 25 mm Type 96. En outre, il fut aussi équipé sur l'arrière de rampes pour largage de mines de profondeur ainsi que de lanceurs de roquettes de 120 mm.
En fin 1944, par manque d'avions et de carburant, la réalisation de porte-avions devenait inutile. Sa construction fut ralentie de nouveau mais continua jusqu'en mars 1945. Lorsque l’Ibuki fut remis aux forces d'occupation en septembre 1945 il n'était réalisé qu'à 80 %. Il a été démantelé sur place en 1947.

### Sources
- (en) Cet article est partiellement ou en totalité issu de l’article de Wikipédia en anglais intitulé « Japanese cruiser Ibuki (1943) » (voir la liste des auteurs).